# École supérieure des arts et techniques de la mode
De École supérieure des arts et techniques de la mode of ESMOD is een Franse particuliere modeschool in Parijs. Hij is in 1841 opgericht door Alexis Lavigne onder de naam École Guerre-Lavigne, en is de oudste modeschool ter wereld. ESMOD is erkend door het Franse ministère de l'Enseignement supérieur (ministerie van hoger onderwijs).

## Organisatie
ESMOD biedt twee trainingsprogramma's van drie of vijf jaar na het baccalaureaat: een opleiding in ontwerpen en patroontekenen, geaccrediteerd door de Franse staat op niveau 6 van het EKK; en een theoretische verdiepingsopleiding tot "directeur mode en creatieve industrie", sinds 2014 geaccrediteerd door het ministère de l'Enseignement supérieur op niveau 7 (master).
Daarnaast biedt de school een opleiding in "Fashion business" in de gebouwen van het Institut Supérieur Européen de la Mode (ISEM), later ESMOD Fashion Business. 
De school heeft vijf vestigingen in Frankrijk: in Parijs, Bordeaux, Lyon, Rennes en Roubaix, en in een aantal steden buiten Frankrijk, waaronder Beiroet, Damascus, Dubai, Guangzhou, Istanbul, Jakarta, Kuala Lumpur, Oslo, Peking, Seoel, Sousse, Tokio en Tunis.

## Geschiedenis
Alexis Lavigne, kleermaker in Parijs, publiceerde zijn eerste Méthode du Tailleur (Methode van de kleermaker) in 1841, en ontving thuis studenten om hen zijn kunst te leren. Dit was de start  van de school. Vier jaar later patenteerde hij zijn snijsysteem: "barème du tailleur" (maatwerk van de kleermaker). In 1847 vond hij de paspop uit en in hetzelfde jaar vroeg hij een patent aan voor een waterdicht meetlint. In de school werd hij bijgestaan door zijn dochter Alice Guerre.

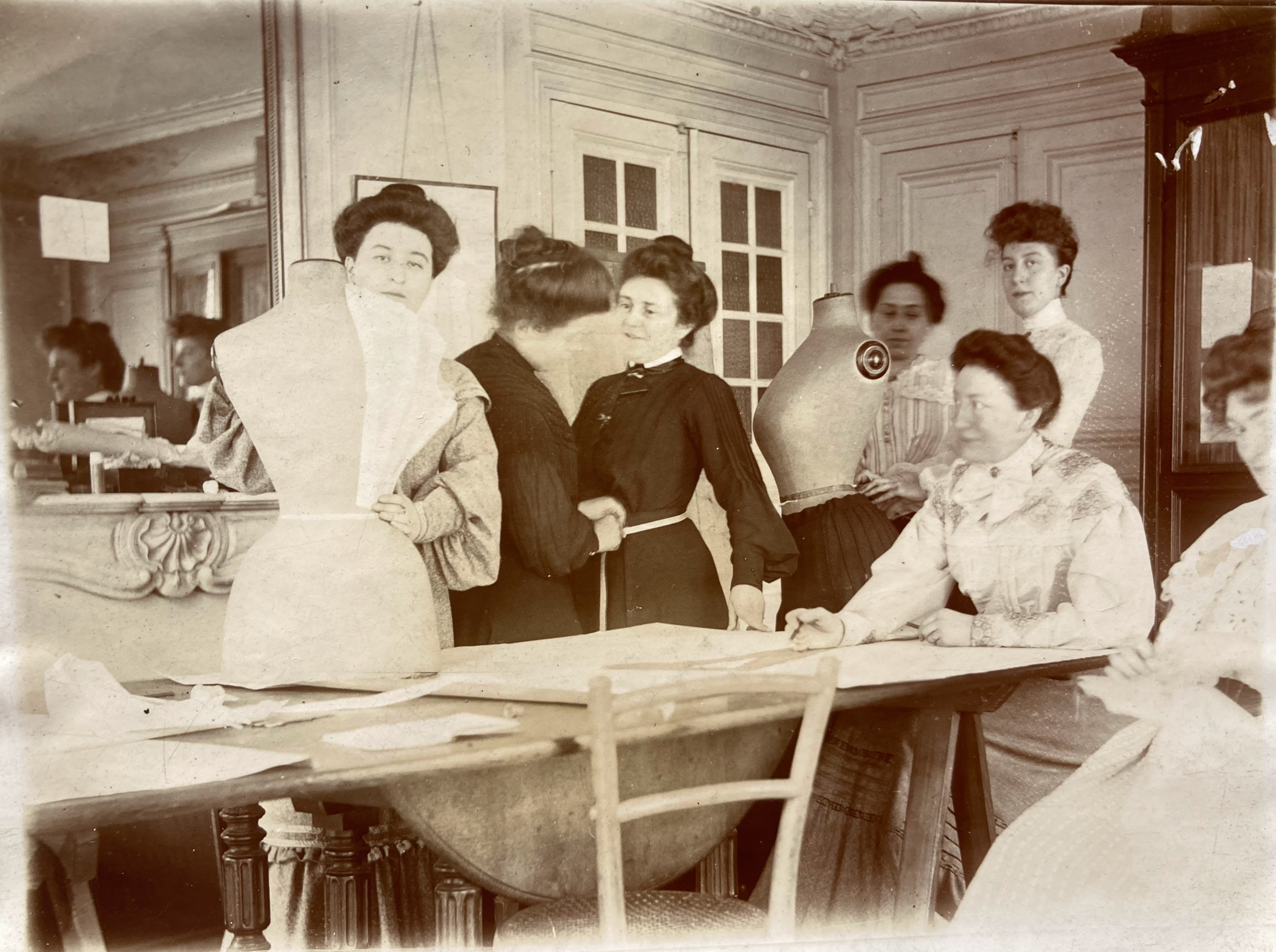
Guerre-Lavigneschool. Alice Guerre zit, haar dochter Berthe staat achter haar

Alexis Lavignes kleindochter Berthe Guerre, geboren in 1881, publiceerde de vijftiende editie van de methode van haar moeder Alice Guerre-Lavigne: Nouvelle Méthode de Coupe et Manière de faire ses robes soi-même (Nieuwe snijmethode en manier om je eigen jurken te maken). Na de dood van Alexis Lavigne in 1886 zetten zijn dochter Alice en zijn kleindochter Berthe de lessen op de school voort.
In 1900 exposeerde de school op de Wereldtentoonstelling. In 1908 nam hij de naam École Guerre aan en verhuisde naar de Rue Molière, nadat hij veertien jaar aan de Rue Montmartre gevestigd was geweest.
In 2011 vierde de school zijn 170-jarig bestaan. In 2012 deed hij mee aan een wedstrijd van het merk Hugo Boss, waarbij de winnende modellen in de Parijse boetiek aan de Champs-Élysées werden verkocht. In 2014 was de school volgens het tijdschrift L'Étudiant de favoriet van modeprofessionals. In 2018 werd een nieuwe Parijse locatie geopend aan de Avenue Jean-Lolive in Pantin, als uitbreiding van het hoofdgebouw aan de Rue de La Rochefoucauld.
In 2022 begaf ESMOD zich in de digitale wereld door middel van een les Meta-Wear, gewijd aan digitale modecreatie.

## Alumni
- Simon Porte Jacquemus
- Michelle Smith